# Ryuto Ikeda
Ryuto Ikeda (jap. 池田龍斗 Ikeda Ryuto; ur. 24 lutego 2000) – japoński zapaśnik walczący w stylu klasycznym. Zajął dwudzieste miejsce na mistrzostwach świata w 2022. 
Trzeci na MŚ U-23 w 2022 roku.